# Муфлон
Муфлонът (Ovis orientalis) е вид бозайник от семейство кухороги (Bovidae), предшественик на домашната овца (Ovis aries).

## Класификация
Таксономичната класификация на муфлоните и връзката им с домашните овце все още е предмет на научни спорове. Като цяло се разграничават три групи подвидове или отделни видове:
- Уриали или степни овни (Ovis [orientalis] vignei) – близкородствени с Архара (Ovis ammon) и дори определяни като негови подвидове, особено Аркала (Ovis vignei arkal). Срещат се в Предна Азия до Северозападна Индия.

- Азиатски муфлони (Ovis orientalis ssp.) с типичен представител арменския муфлон (Ovis orientalis orientalis или Ovis orientalis gmelini). Срещат се в Предна и Мала Азия.

- Европейски муфлон (Ovis [orientalis] musimon или Ovis aries musimon) и кипърски муфлон (Ovis aries ophion). Европейският муфлон произхожда от островите Корсика и Сардиния, откъдето е разселен изкуствено в множество Европейски страни, включително и в България. Напоследък се налага мнението, че муфлоните и дивите козли (виж безоаров козел) от средиземноморските острови всъщност представляват вторично подивели в древността домашни овце и кози, а не диви предшествественици съхранили се в естествен вид.

## Физическа характеристика
Европейският муфлон  е сравнително дребен: дължина на тялото до около 120 cm, височина при плешката до около 80 cm и тегло до 35 – 55 kg, като женските са значително по-дребни. Мъжките имат големи спираловидно извити рога с насочени напред върхове и обща дължина до около 70 cm. Рогата при женските са много по-малки или изобщо липсват. Лятната козина на европейския муфлон е ръждивокафява, а зимната е по-тъмна. Муцуната, околоочието, коремът и долната част на краката са бели. За мъжките е характерно едно светло петно от двете страни на тялото, което се нарича седло.
Рогата на зрелите възрастни мъжкари тежат до 5 kg и са дълги по извивката до 83 cm. През лятото живеят на малки групички по 3 – 5 екземпляра, но зиме се събират на стада от по 12 – 18 животни. 

## Начин на живот и хранене
Муфлоните обитават скалисти планински местности около границата на гората, но често слизат и в горите. Аклиматизираният в България европейски муфлон се развъжда успешно на свобода и в дивечовъдни стопанства в Родопите, Стара планина, Витоша, Средна гора, Странджа, и в равнинните гори на Лудогорието. Предпочита по-топлите южни склонове, където през зимата снежната покривка е по-тънка и не се задържа дълго. Освен това предпочита сухия климат и не се развъжда във влажни места, най-малкото защото страда от чернодробен метил.
През зимата муфлоните се събират на стада до около 20 животни, а през останалата част от годината се движат на малки групи, като женските с малки обикновено живеят отделно от мъжките. Излизат на паша рано сутрин и привечер, а през светли нощи – и нощем. Приспособени са към хранене със сравнително бедни на хранителни вещества високопланински треви, храсти, мъхове, лишеи; през зимата се прехранват основно с дървесна и храстова растителност, белят кората на дърветата и ядат дори борови клонки.

## Размножаване
Размножителният период на европейските муфлони е в края на септември до началото на ноември. Тогава стадата женски и мъжките се събират. По-възрастните мъжки с най-големи рога превъзхождат останалите, но често се стига и до сблъсъци за утвърждаване правото над харем от женски. След около 5-месечна бременност женските раждат 1 или 2 малки, които укрепват много бързо. Зрялост достигат на втората година от живота си, но докато женските стават полово активни на около 2 – 3 годишна възраст, мъжките обикновено се размножават едва след 7-годишна възраст. Муфлоните се кръстосват успешно с домашни овце, давайки плодовито потомство.

## Природозащитен статус
Муфлонът не е защитен вид от Закона за биологичното разнообразие. Видът не е включен в Червената книга на Република България. Разрешен е за лов. Към 2012 г. в България има 4595 муфлона с тенденция към намаляване. Въпреки успешната аклиматизация на европейския муфлон в редица страни, включително и в България, на родните му острови популацията е уязвима вследствие на лова и заради кръстосване с домашни овце. На остров Кипър например, от местния подвид, наричан агрино (Ovis aries ophion), през 1997 г. са преброени едва 1200 екземпляра. Главна заплаха за изкуствено развъдените популации са хищниците (вълци, чакали, скитащи кучета) и бракониерите.